# United States Lines
La United States Lines è stata una compagnia di navigazione statunitense fondata nel 1921 e dedita ai servizi di linea per i collegamenti transatlantici fino al 1969 e, successivamente, a quelli crocieristici fino al 1992.

## Storia

### Le prime navi
Le prime navi in servizio furono: 
- La America e la George Washington  nel 1909
- La Centennial State nel 1920
- La Leviathan tra il 1922 ed il 1923.

### WashingtoneManhattan
La compagnia acquistò, fino alla fine del 1929 molte altre navi. Nel 1930 iniziò a progettare due navi gemelle: la SS Washington e la SS Manhattan : furono le più grandi mai costruite fino a quel tempo, con eliche a doppia vite a quadrupla espansione e potevano raggiungere una velocità massima di 22 nodi (41 km/h).
Le due navi poi vennero poi consegnate nel 1945 alla marina militare americana, come riparazione ai danni di guerra e portarono a termine l'ultimo viaggio nel 1965, anno della loro demolizione.

### America
Nel 1940 venne costruita, su progetto dell'ing. William Gibs, la America, quasi identica alla SS Washington e alla SS Manhattan. Con lo scoppiare della seconda guerra mondiale venne consegnata alla marina militare americana, che la ribattezzò con il nome di USS West Point. Nel 1945 al termine della guerra la nave tornò a svolgere il suo compito sulle rotte transatlantiche.
Nel 1964 fu ceduta alla Chandris Line e poi ad altre società, e cambiò più volte nome, fino ad SS American Star nel 1994.
In disarmo dal 1979, la nave naufragò al largo delle coste dell'isola di Fuerteventura mentre veniva trainata da un rimorchiatore e il relitto rimase incagliato finché, corroso dalla ruggine, si inabissò nel 2008.

### United States
Nel 1950 la compagnia decise di costruire una nave con il nome di United States. Varata nel 1952 fece il suo viaggio inaugurale nello stesso anno. Rimase attiva fino alla fine del 1969, e successivamente venne rimorchiata nel porto di Filadelfia.
La SS United States, nel corso dell'epoca della sua esistenza, grazie alla potenza delle sue macchine ed alle sue 4 eliche a 5 pale, fu la nave più veloce del mondo. Essa, con una lunghezza di 300 metri e una larghezza di 31, poteva raggiungere la velocità di 44 nodi pari ad 81 km/h.
Per il transatlantico, attraccato in disuso a Filadeflia, è previsto l'affondamento per trasformarlo in barriera corallina artificiale.

### Fallimento
La compagnia dichiarò bancarotta il 24 novembre 1986. La maggior parte delle navi fu venduta per pagare i creditori e la compagnia fu formalmente liquidata entro il 1992.

### Rifondazione e progetti perPride HawayePride America
Il nome USL fu rispolverato nel 2000 dalla American Classic Voyages per un progetto di costruzione di altre due navi: la Pride of Hawaii, e la Pride of America. Nel 2001 anche la nuova società dichiarò fallimento, per cui le due navi vennero cedute alla compagnia norvegese Norwegian Cruises Lines.